# Sanshirō Ishikawa
Sanshirō Ishikawa (japonais : 石川 三四郎; né le 23 mai 1876 dans la préfecture de Saitama ; décédé le 28 novembre 1956) est un écrivain japonais, socialiste et anarchiste des périodes Taishō et Shōwa.

## Biographie et œuvres
Ishikawa Sanshirō est diplômé en tant qu'avocat du « Tōkyō Hōgakuin » (東京法学院), le précurseur de l'université Chūō. À partir de 1902, il travaille comme reporter pour le quotidien "Yorozu Chōhō", mais il quitte ce journal en 1903 en même temps que Shūsui Kōtoku (1871-1911) et Toshihiko Sakai (1871-1933) lorsque le quotidien soutient la guerre russo-japonaise. Il devient membre de l'association socialiste Heiminsha (平民社, la Société plébéienne) et écrit pour leur journal "Heimin Shimbun" jusqu'à la dissolution de cette association en 1905. 
Attiré par le christianisme, il est baptisé par Ebina Danjō (1856–1937). En tant que socialiste chrétien de premier plan, il fonde le magazine "Shinkigen" (新紀元, L'Ère nouvelle) avec Abe Isoo et Naoe Kinoshita en 1905. En 1907, il soutient le rétablissement de la Heiminsha. 
Ishikawa échappe à la répression lancée à la suite de l'incident de trahison de 1910, car il se trouvait alors en prison pour délit de presse. Après cet épisode tragique, qui cause la condamnation à mort de nombreux socialistes japonais dont des amis proches, Ishikawa séjourne en Europe de 1913 à 1920.  En Europe, il séjourne principalement avec la famille Reclus à Bruxelles, où il découvre les méthodes syndicalistes révolutionnaires des syndicats français. C'est le moment où il s'éloigne de la politique active et du mouvement ouvrier, s'occupe de théories politiques, se détourne du socialisme chrétien et s’intéresse à l'anarchisme. À Paris, il signe le Manifeste des Seize, sans doute sous l'influence de son ami Paul Reclus.

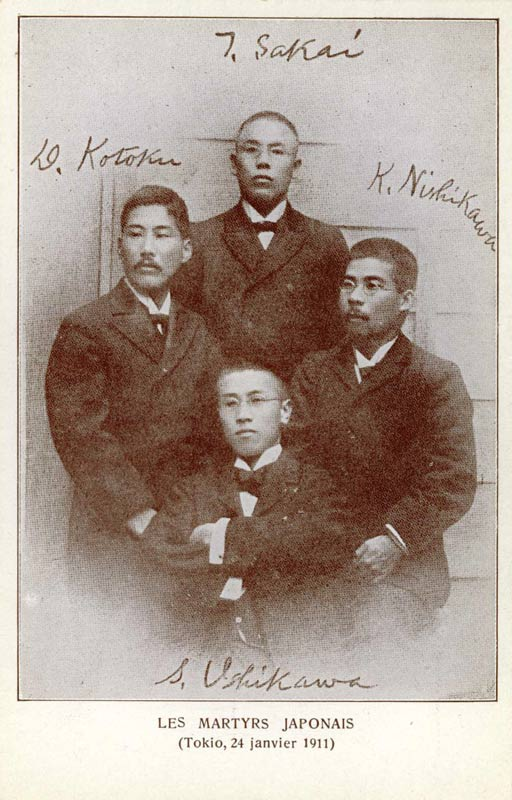
"Les martyrs japonais" (1911) (carte postale avec les portraits de Denjirō Kōtoku, Toshihiko Sakai, Sanshirō Ishikawa and Kōjiro Nishikawa).

De retour au Japon, il fait avancer le mouvement anarchiste avec son groupe «Kyōgakusha» (共学社, Société d'éducation mutuelle) et son magazine «Dynamikku» (ディナミック, Dynamique). Après la mort de Sakae Ōsugi, il est considéré comme le principal anarchiste japonais. 
En 1926, Ishikawa participe à la fondation de la Zenkoku Jiren, une confédération anarcho-syndicaliste. Cependant, un différend de plus en plus grand émerge entre les partisans du communisme anarchiste, ou « anarchisme pur » (junsei museifushugi), et les partisans de l'anarcho-syndicalisme, dont Ishikawa fait partie. En réponse, les militants syndicalistes se sont retirés de la fédération et ont finalement formé une organisation anarcho-syndicaliste rivale, le Jikyo. Cependant, le tennō-militarisme renforçait son emprise politique au Japon, comme les forces socialistes et anti-militaristes, l'anarchisme est alors réprimé en de façon particulièrement violente. Les organisations anarchistes sont brisées et le mouvement organisé s'est effondré jusqu'à la fin de la Seconde Guerre mondiale. 
Après la fin de la Seconde Guerre mondiale, la fin de l'empire du Japon est vécue comme une libération : les anciennes élites sont discréditées et le mouvement ouvrier se caractérise par une très forte activité syndicale, dont les luttes prennent parfois une tournure autogestionnaire. Dans ce contexte, Ishikawa Sanshirō est également gagné par le sentiment que le moment de reconstruire une société plus juste est venu, il écrit ainsi une utopie sociale, Gojūnen-go-no Nihon (« Le Japon cinquante ans après »). Dans cette œuvre, la réorganisation démocratique du Japon d'après-guerre, à l'imitation de l'Europe, est suivie d'une révolution pacifique durant laquelle l'extension des banques d'échanges mutuels et la croissance des syndicats conduisent à l'émergence d'une société nouvelle, dans laquelle la culture et l'économie sont gérées sur une base coopérative afin de permettre à chaque individu de vivre une vie de création artistique. 
Dans le même mouvement, Ishikawa soutient la création de la Fédération anarchiste du Japon (日本アナキ スト同盟, Nihon Anakisuto Dōmei) en 1946. 
Les travaux d'Ishikawa couvrent l'histoire des mouvements sociaux japonais et occidentaux, du socialisme et des socialistes. Son autobiographie en deux volumes a été publiée en 1956.